# Gerry Morgan
Gerry Morgan, né le 25 juillet 1899 à Belfast en Irlande et mort le 2 mars 1959 dans la même ville, est un footballeur international nord-irlandais. Il notamment joué pour le Nottingham Forest Football Club. Il est international nord-irlandais à huit reprises. Une fois sa carrière de joueur terminée il devient entraineur d'abord au Linfield Football Club puis en équipe nationale nord-irlandaise où il est l'adjoint de Peter Doherty. A ce titre, il participe à la Coupe du monde de football 1958 en Suède.

## Biographie

### Carrière de joueur

#### Carrière en club
Gerry Morgan n'est resté que deux saisons au Linfield Football Club mais il est présent lors de la « saison parfaite » où le club remporte les sept compétitions dans lesquelles il est engagé. Lors de la saison 1921-1922, il remporte le championnat, la Coupe, la Gold Cup, la City Cup, le County Antrim Shield, l'lhambra Cup et la Belfast Charity Cup. Il se fait en conséquence remarqué par les recruteurs des clubs professionnels anglais. C'est Nottingham Forest qui l'engage. Il y reste six saisons. Le club évolue alors en première ou deuxième division anglaise. Il joue 219 matchs avec Forest et marque six buts.

#### Carrière en équipe nationale
Gerry Morgan compte huit sélections en équipe d'Irlande de football. Il en gagne deux, et en perd cinq. Il est sélectionné la première fois alors qu'il évolue à Linfield.

### Carrière d'entraîneur
Au terme de sa carrière de joueur, Gerry Morgan devient entraîneur. Il sera fidèle à deux équipes.
La première est le club de ses débuts, le Linfield Football Club. Il passe l'essentiel de sa carrière avec les blues comme préparateur physique et entraîneur, toujours dans l'ombre d'un manager. Beaucoup y trouveront quelque chose de paradoxal, lui le catholique dans un club ouvertement protestant.
La deuxième est l'équipe d'Irlande du Nord de football. Il devient après guerre l'adjoint de Peter Doherty. Avec lui il fait partie de la période glorieuse de l'équipe nord-irlandaise qui participe à la Coupe du monde de football 1958 en Suède. Il est très proche des joueurs qui le surnomment souvent "uncle Gerry". Beaucoup de joueurs loueront son influence après coup dans la réussite de l'équipe nationale qui est éliminée en quarts de finale de la Coupe du monde.

## Palmarès
Avec Linfield FC
- Championnat d'Irlande[3] (1) :
  - Vainqueur : 1921-22.
- Coupe d'Irlande[3] :
  - Vainqueur : 1921-22.
- Gold Cup (1) :
  - Vainqueur : 1921-22.
- City Cup (1) :
  - Vainqueur : 1921-22.